# Aleksandr Orlov
Aleksandr Mikhaïlovitx Orlov nascut Lev Feldbin (21 d'agost de 1895 – 25 de març de 1973) va ser un general de la policia secreta soviètica i un Rezident de l'NKVD a la Segona República Espanyola. El 1938, Orlov rebutjà tornar a la Unió Soviètica car es temia que seria executat, i fugí amb la seva família als Estats Units. És conegut principalment per transportar en secret les reserves d'or de la República Espanyola a la Unió Soviètica i pel seu llibre, La Història Secreta dels Crims de Stalin.

## Biografia
Va néixer com a Leiba Lazarèvitx Feldbin el 21 d'agost de 1895 a Babruisk (Belarús), en el si d'una família jueva. Estudià a l'Institut Lazarevski de Moscou, però l'abandonà després de dos semestres per ingressar a la Universitat de Moscou per estudiar lleis. Els seus estudis, però, van quedar interromputs quan va ser reclutat per l'Exèrcit Imperial Rus.
Quan esclatà la Guerra Civil Russa el 1918, Orlov s'uní a l'Exèrcit Roig i arribà a oficial del GRU a la regió de Kíev. Orlov personalment dirigí missions de sabotatge al territori controlat pel Moviment Blanc anticomunista. Posteriorment serví a la Guàrdia Fronterera de l'OGPU a Arkhànguelsk. El 1921 es retirà de l'Exèrcit Roig i tornà a Moscou per reprendre els seus estudis de llei a la Universitat de Moscou. Orlov treballà diversos anys a l'Alt Tribunal Bolxevic sota la tutela de Nikolai Krilenko. Al maig de 1924, el seu cosí Zinovii Katznelson, cap del Departament Econòmic de l'OGPU (EKU) convidà a Lev Nikolski (el seu nom oficial des de 1920) perquè s'unís a la policia secreta soviètica com a oficial de la Secció Financera 6.

### Carrera com a Txequista
Quan el seu cosí es traslladà per supervisar les Tropes Frontereres Transcaucàsiques de l'OGPU, oferí a Nikolski i a la seva esposa l'oportunitat de traslladar-se a Tiflis (Geòrgia) com a cap de la unitat de Tropes Fronterers allà, oferta que acceptà. Allà la seva filla va contraure una infecció de febre reumàtica i Orlov demanà al seu amic Artur Artuzov que li donés un càrrec a l'estranger per tal que Orlov pogués tenir metges que tractessin la seva filla.

#### Enviat a París i Berlín
El 1926 Nikolski va ser enviat a l'INO, la branca de l'OGPU responsable de les operacions a ultramar, ara dirigida per Artuzov, i enviat a París sota la cobertura legal d'un oficial de la Delegació de Comerç soviètic. Després d'un any a França, Nikolski, que operava sota un passaport soviètic fals amb el nom de Léon Nikolaeff, va ser enviat a una posició semblant a Berlín. A finals de 1930 tornà a Moscou.

#### Enviat als Estats Units
Dos anys després va ser enviat als Estats Units per establir relacions amb els seus parents d'allà, així com per obtenir un passaport estatunidenc genuí que li permetés viatjar lliurement per Europa. "Leon L. Nikolaev" (Nikolski-Orlov) arribà als Estats Units a bord del SS Europe el 22 de setembre de 1932, navegant des de Bremen. Després de ser identificat com un espia per la Intel·ligència Naval americana, Orlov va obtenir un passaport sota el nom de William Goldin i marxà el 30 de novembre de 1932 a bord del SS Bremen de tornada a Alemanya.

#### Enviat a Àustria
A Moscou, Nikolski de nou demanà un destí a l'estranger, car volia que la seva filla malalta fos atesa pel Dr. Karl Noorden a Viena. Se li concedí, arribant amb la seva esposa i la seva filla a Viena al maig de 1933 (sota el nom de Nikolaev), i s'instal·là a Hinterbrühl a pocs kilòmetres de la capital. Després de tres mesos, va marxar a Praga, on canvià el seu passaport soviètic per l'americà, i marxà direcció Gènova. El grup de Nikolski, que operava contra el Deuxième Bureau francès, incloïa a Alexander Korotkov, un jove rezident il·legal; Maria, l'esposa de Korotkov, i un correu, Arnold Finkelberg. La seva operació, amb nom clau EXPRESS, no va tenir èxit i al maig de 1934 Nikolski es reuní amb la seva família a Viena. Des d'allà va haver d'anar a Copenaguen per servir com a assistent als rezidents Theodore Maly (París) i Ignace Reif (Copenhagen).

#### Enviat a Anglaterra
Al juny de 1935, Nikolski (William Goldin) es convertí en un rezident a Londres. La seva cobertura a Londres, com Goldin, era com a director d'una empresa de refrigeradors americana. No va tenir res a fer amb el reclutament de Kim Philby o de qualsevol altre membre dels Cinc de Cambridge, i abandonà el càrrec a l'octubre de 1935, tornant a Moscou. Allà abandonà el Servei Estranger i posat en una posició mitjana de vicecap del Departament de Transport (TO) de l'NKVD, el ministeri de l'interior, que havia incorporat els serveis secrets de l'OGPU.

### Treball a la Guerra Civil espanyola
A inicis de setembre de 1936 Orlov va ser nomenat oficial d'enllaç amb el Ministeri de l'Interior de la Segona República Espanyola, arribant a Madrid el 16 de setembre. Segons Donald Rayfield, Stalin, Iejov i Béria desconfiaven dels participants soviètics a la guerra espanyola. Els consellers militars, diplomàtics com Vladímir Antónov-Ovséienko, periodistes com Koltsov, estaven exposats a l'heretgia, especialment dels trotskistes, molt estesos entre els republicans espanyols. Els agents de l'NKVD enviats a Espanya eren per tant més important de segrestar i assassinar els anti-estalinistes entre els líders republicans i de les Brigades Internacionals, abans que dedicar-se en combatre a Franco. La derrota de la República, a ulls de Stalin, no va ser causada pels esforços dispersos de l'NKVD, sinó per la traïció dels heretges.
Es diu que Orlov va ser enviat a Espanya després que una jove secretària, amb qui havia tingut una relació, va disparar-se davant de la Lubianka perquè ell es negava a deixar la seva esposa. Un cop Orlov arribà a Madrid, organitzà una guerra de guerrilles darrere de les línies Nacionals tal com havia fet a Ucraïna durant la Guerra Civil Russa, però posteriorment s'atorgà el mèrit al seu adjunt Grigori Siroejkin per evitar mencionar al general desertor.
A l'octubre de 1936 Orlov va ser posat al comandament de l'operació que traslladà el tresor espanyol de Madrid a Moscou. El govern republicà havia acordat emprar aquest tresor en lingots d'or com una bestreta del pagament pels subministraments militars soviètics. Orlov va realitzar una tasca meritòria en dirigir la logística d'aquest trasllat. Durant 4 nits combois de camions, conduïts per tanquistes soviètics, traslladaren les 510 tones d'or des d'on es trobaven amagades a les muntanyes fins al port de Cartagena. Allà, sota l'amenaça dels bombardeigs alemanys, va ser embarcat en quatre vapors amb destí Odessa. L'or va ser traslladat a Moscou en un tren cuirassat especial. Un cop l'or estava lluny i assegurat, Stalin va fer una festa i remarcà "Els espanyols ja no tornaran a veure el seu or, igual que ningú no es pot veure les orelles." Per l'èxit en aquesta operació, Orlov va rebre l'orde de Lenin.
Malgrat això, la tasca principal d'Orlov a Espanya va ser la detenció i execució de trotskistes, anarquistes, catòlics partidaris de les forces franquistes, així com en d'altres suposats enemics de la Segona República Espanyola. Entre d'altres va ser responsable de fabricar les proves que comportaren a la detenció i execució de membres del Partit Obrer d'Unificació Marxista, i especialment el segrest i assassinat d'Andreu Nin, líder del POUM. En un informe als seus superiors a Moscou, datat a l'agost de 1937, Orlov perfilava el seu pla per capturar i liquidar el socialista austríac Kurt Landau. També van desaparèixer a Espanya Erwin Wolf, antic secretari de Trotsky, i Mark Rein, fill d'un líder menxevic i va participar en la desaparició de l'oficial rus i agent doble de l'NKVD, Nikolai Skoblin.

### Deserció
Mentrestant a la Unió Soviètica la Gran Purga continuava amb Stalin i el seu cercle més proper intentant exterminant tots aquells que sospitaven eren enemics del poble. Orlov va ser advertit quan amics i companys eren detinguts, torturats i afusellats un a un. El 1938 Orlov s'adonà que aviat seria el proper. Quan rebé ordres de Moscou per anar a informar a un vaixells soviètic a Anvers, Orlov s'adonà que anava a ser detingut. En lloc d'obeir, Orlov fugí amb la seva esposa i la seva filla al Canadà. Després de la seva negativa a tornar a la Unió Soviètica quan se'l "convidà" el 1969, el KGB es dedicà a desacreditar a Orlov: va ser acusat de robar $60.000 dels fons de l'ambaixada abans d'abandonar Espanya, així com participar en l'assassinat de Rudolf Klement, un exsecretari de Leon Trotsky, a París el 13 de juliol de 1938, el dia que abandonà París per anar a Quebec. Les acusacions, com en altres "revelacions" dels arxius del KGB durant i després de la Guerra Freda, en relació al General Orlov i a altres desertors, plens d'errors fàcilment identificables.
Abans d'abandonar París, Orlov deixà dues cartes a l'ambaixador soviètic, una per a Stalin i l'altre per a Iejov. Va dir al dictador i al cap de l'NKVD que faria públic tot el que sabia de les operacions de l'NKVD si es realitzava cap acció contra ell o la seva família. En un annex de dues pàgines, Orlov llistava els noms en clau de nombroses operacions il·legals i talps a l'oest.
Orlov també una carta a Trotski alertant-lo de la presència de l'agent de l'NKVD Mark Zborowski (amb nom clau TULIP) al voltant del seu fill Lev Sedov. Trotski considerà aquesta carta com una provocació. Llavors Orlov viatjà amb la seva família cap als Estats Units i passà a la clandestinitat. L'NKVD, presumiblement sota les ordres de Stalin, no van intentar trobar-lo fins al 1969.

### "La Història Secreta"
Després de la seva deserció el 1938 va témer ser assassinat com altres traïdors de l'NKVD, com els havia succeït a Walter Krivitsky i a Ignace Reiss; prometent a Stalin guardar silenci si no els molestaven. Orlov va acomplir la seva promesa i publicà les seves memòries, "La història secreta dels crims de Stalin" només després de la mort de Stalin al març de 1953, exactament 15 anys després de la seva fugida.

### Després de "La Història Secreta"
Després de la publicació de "La Història Secreta", Orlov va ser obligat a sortir del fred. Tant la CIA com l'FBI van quedar avergonyits per la revelació que un oficial d'alt rang de l'NKVD (Orlov era Major de Seguretat de l'Estat, equivalent a un coronel de l'exèrcit) havia estat vivint clandestinament als Estats Units durant 15 anys sense que se n'assabentessin. Orlov va ser interrogat per l'FBI i va haver de comparèixer en dues ocasions davant d'un Sub-Comitè del Senat, però sempre restà importància al seu paper i seguí negant-se a revelar els noms d'agents soviètics a l'oest. El 1956 va escriure un article per a la revista Life titulat The Sensational Secret Behind the Damnation of Stalin. Aquesta història afirmava que agents de l'NKVD havien descobert documents dels arxius tsaristes que demostraven que Stalin havia estat un agent de l'Okhrana, i que basant-se en això, els agents de l'NKKVD havien planejat fer un cop d'estat amb els caps de l'Exèrcit Roig. Stalin, segons Orlov, descobrí el complot i aquest va ser el motiu del judici secret i execució del mariscal Tukhachevsky i de la purga contra l'Exèrcit Roig. La recerca de Simon Sebag Montefiore contradiu aquesta teoria, però.
Orlov i la seva esposa continuaren vivint discretament d'una manera modesta als Estats Units. El 1963 la CIA l'ajudà a publicar un nou llibre "The Handbook of Counter-Intelligence and Guerilla Warfare" (El manual de la contra-intel·ligència i la guerra de guerrilles) i l'ajudà a obtenir feina com a investigador a l'Escola de Lleis de la Universitat de Michigan. Es traslladà a Cleveland (Ohio), on va morir el 25 de març de 1973. Orlov mai no vacil·là en el seu menyspreu vers Stalin. El seu darrer llibre, "The March of Time" ("La marxa del temps") va ser publicat als Estats Units el 2004 per l'ex-agent especial de l'FBI Ed Gazur.